# NHK大正ラジオ中継放送所
NHK大正ラジオ中継放送所（エヌエイチケイたいしょうラジオちゅうけいほうそうしょ）は、高知県高岡郡四万十町の旧幡多郡大正町域に置かれているNHK高知放送局のAMラジオ放送中継局である。

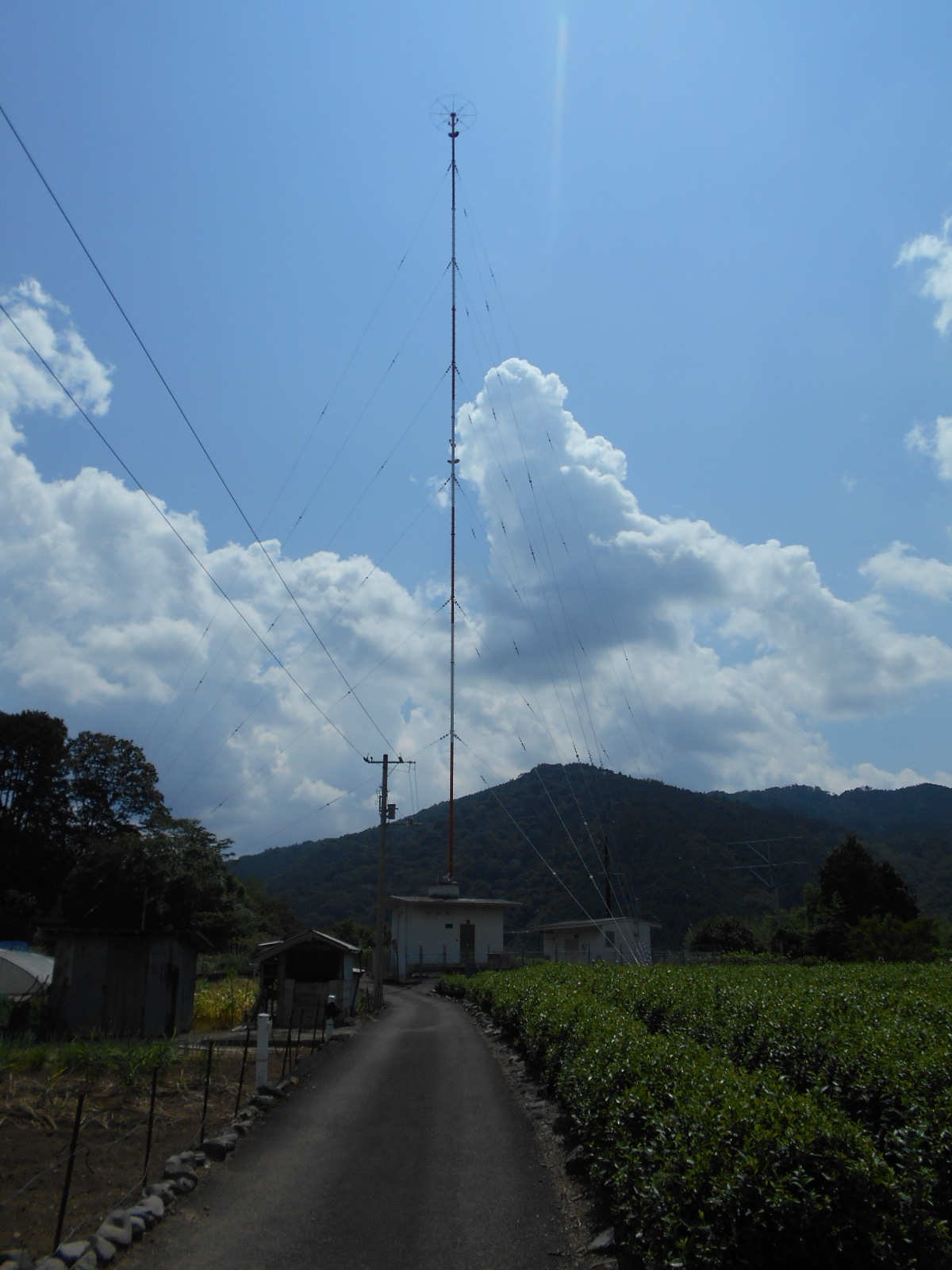

## 概要
- 当ラジオ中継放送所は、高岡郡内や幡多郡内などへ電波を発射している。
- なお、RKC高知放送ラジオは、中村中継局などを受信している。

## 所在地
- 高知県高岡郡四万十町大正字亀山753番1号

## 送信施設概要
| 放送局名             | 周波数  | 空中線電力 | 放送対象地域 | 放送区域内世帯数 |
| NHK高知ラジオ第1放送 | 1368kHz | 100W       | 高知県       | 約1万5千世帯     |
| NHK高知ラジオ第2放送 | 1035kHz | 100W       | 全国         | 約1万5千世帯     |

- ラジオ第1・ラジオ第2とともにNHK山形放送局の鶴岡中継局やNHK高松放送局の親局である松縄ラジオ放送所、NHK松山放送局の八幡浜中継局と周波数が全く同じであることが特徴。